# Oliver Polak

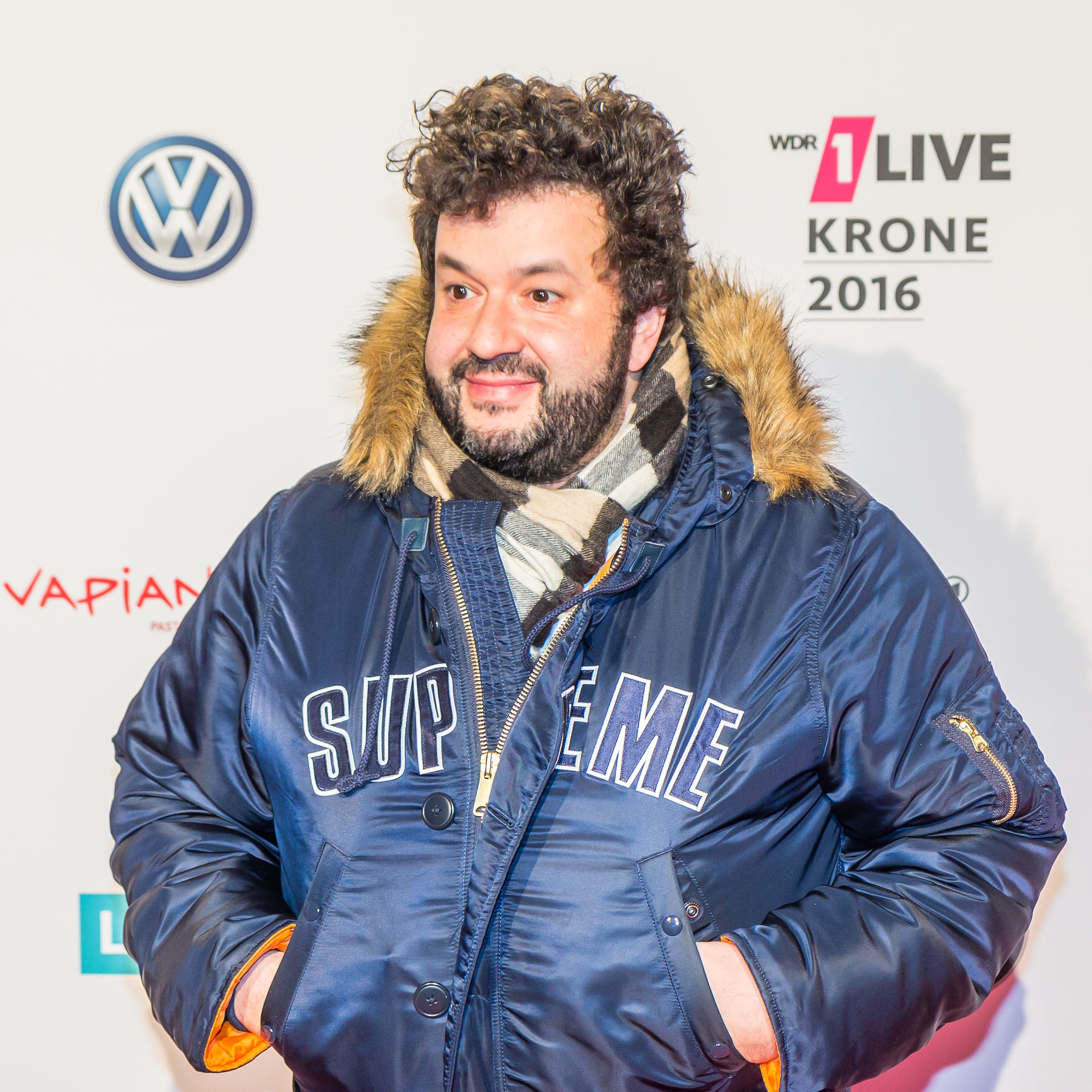
Oliver Polak, 2016

Oliver Polak (* 14. Mai 1976 in Papenburg) ist ein deutscher Komiker, Autor, Podcaster und Host diverser TV Shows.

## Biografie
Oliver Polaks Vater Wilhelm Polak (1925–2015) überlebte als deutscher Jude den Holocaust und die Internierung in mehreren Konzentrationslagern und kehrte nach dem Krieg in seine Heimatstadt Papenburg zurück, wo er ein Bekleidungsgeschäft betrieb. Seine Mutter Inna, eine Germanistin, kam 1975 aus Leningrad nach Deutschland. Sie engagiert sich in einem deutsch-russischen Verein für die Partnergemeinde Papenburgs Progranitschny.
Polak besuchte mehrere Schulen in Leer und Papenburg. Sein Abitur machte er in England am Carmel College, einem jüdisch-orthodoxen Internat in South Oxfordshire. Nach einem Praktikum bei VIVA in der Sendung von Stefan Raab in Köln trat er als Co-Moderator bei der Viva-Family auf und moderierte ein Jahr lang den Disney Club auf RTL. Weiterhin spielte er bei Sat.1 in der Comedy-Serie Zack mit. Ab 2002 war er als Udo in der Serie Bernds Hexe zu sehen. Im Jahr 2003 zog er nach Berlin, nahm Schauspielunterricht und begann Anfang 2006 Stand-up-Comedy zu machen, zunächst in der Scheinbar in Berlin-Schöneberg im Rahmen von „Open Stage“-Abenden für Anfänger und Amateure. 2010 veröffentlichte Polak zusammen mit dem Musiker Erobique (International Pony) den Song Lasst uns alle Juden sein. In dem 2013 veröffentlichten Musikvideo Ich bin Adolf Hitler von K.I.Z verkörpert er die Rolle von Adolf Hitler. Als Comedian tritt er bei großen Open-Air-Festivals, in ehrwürdigen Theatersälen und auf winzigen Kellerbühnen in Deutschland auf, aber auch in legendären Amerikanischen Stand-Up Clubs wie The Comedy Store in Los Angeles oder dem Comedy Cellar in New York. Mit Liveshows wie dem nach seinem ersten Bestseller benannten Ich bin Jude, ich darf das, Der Endgegner, Krankes Schwein oder Jud Süss Sauer und Lesereisen wie Der jüdische Patient absolvierte er über 1000 Gigs in Deutschland, Österreich, der Schweiz, Luxemburg und den Niederlanden.
Im Jahr 2014 verbrachte Polak mehrere Monate in einer psychiatrischen Klinik, um seine Depression behandeln zu lassen. Diese Erfahrung behandelt er unter anderem in seinem Buch Der jüdische Patient. (Kiepenheuer und Witsch) Ab 2015 war er zusammen mit Micky Beisenherz in der TV-Reihe Das Lachen der Anderen zu sehen, wofür sie 2017 den Deutschen Fernsehpreis gewannen. Ab 2015 schrieb er die Welt-Kolumne Supersad.
Vom Oktober bis November 2016 moderierte Polak die kontroverse Late-Night-Show Applaus und Raus auf ProSieben. In der Show vom 22. November 2016 sprach er über seine 2006 diagnostizierte Hodenkrebserkrankung. Nach mehreren Nachsorgeuntersuchungen gilt er heute als geheilt. Für die Moderation der Show erhielt er 2017 den Grimme-Preis in der Kategorie Unterhaltung. Jürn Kruse, ein Mitglied der Grimme-Preis-Jury, distanzierte sich von der Preisvergabe aufgrund der Verwendung des behindertenfeindlichen Hashtags „#GastoderSpast“ durch die Sendung.
Am 5. Dezember 2016 nahm Polak mit Sportmoderator Frank Buschmann, Koch Frank Rosin und Sportmoderatorin Laura Wontorra an der Pro-7-Show Das Duell um die Geld teil.
Gemeinsam mit Micky Beisenherz produzierte er ab November 2017 den Podcast Juwelen im Morast der Langeweile bei dem Hörbuchanbieter Audible. Sie tauschten sich darin zweimal wöchentlich jeweils eine Stunde lang über ihren Alltag, Promi-Begegnungen und Befindlichkeiten aus. Diesen Podcast beendeten sie im Dezember 2021 und starteten im März 2022 ihren neuen Podcast Beisenherz und Polak - Friendly Fire, der jeden Sonntag auf allen gängigen Podcast Plattformen erscheint.
2018 erschien Polaks dritter Bestseller Gegen Judenhass im Suhrkamp Verlag.
Zu Beginn der COVID-19-Pandemie wurden vier Folgen des ARD-Video-Podcast Besser als Krieg – Oliver Polak und Gäste aufgezeichnet. In der Show sprach Polak mit seinen Gästen „über persönliche, intime, kontroverse, philosophische Themen“ (rbb).
Am 9. November 2021 veröffentlichte Netflix die erste Staffel des Comedy-Formats Your Life Is a Joke, in dem Polak als Host jeweils einen Tag mit Schauspieler Christian Ulmen, Rapperin Nura und Jennifer-Rostock-Frontfrau Jennifer Weist und sie dabei roastet. Im gleichen Jahr war Polak in einer Rolle in der ARD-Serie Eldorado KaDeWe von Regisseurin Julia von Heinz zu sehen.
Im März 2022 erschien neben seinem ersten Episodenroman L´amour numerique seine Talk-Sendung Gedankenpalast im Bayerischen Rundfunk und der ARD Mediathek mit Gästen, wie Patrick Linder oder Yasmine C. M’Barek im Wald. Für die Sendung gab es 2023 eine Grimmepreis-Nominierung. Am 6. Oktober 2022 wurde Polak in der Rubrik Sagen Sie jetzt nichts – Interview ohne Worte des Süddeutsche Zeitung Magazins gestisch porträtiert. 2023 nahm Polak an der Sendung Das Duell um die Welt – Team Joko gegen Team Klaas teil. 2024 startete die ARD-Miniserie Sexuell verfügbar, in der er den Videoproduzenten Heiko spielte.
Im Dezember 2024 und Januar 2025 führte Polak zum zweiten Mal nach 2022/2023 als Sprechstallmeister durch das Programm des Roncalli Weihnachtszirkus. 2025 war Oliver Polak von Februar bis Ende Mai Stipendiat am Thomas-Mann-Haus in Los Angeles.
Polak lebt in Berlin.

## Werk
Thema von Polaks ersten Kabarettprogrammen war seine Kindheit und Jugend als deutscher Jude in Papenburg. Sein erstes Programm startete er mit den Sätzen: „Guten Abend, mein Name ist Oliver Polak, ich komme aus Papenburg im Emsland und ich bin Jude. Sie müssen aber trotzdem nur lachen, wenn Sie es witzig finden. Lassen Sie uns ganz unverkrampft miteinander umgehen […] Ich vergesse die Sache mit dem Holocaust – und Sie verzeihen uns Michel Friedman.“

## Bücher
- Oliver Polak mit Jens Oliver Haas: Ich darf das – ich bin Jude. Kiepenheuer & Witsch, Köln 2008, ISBN 978-3-462-04050-0
  - vom Autor gelesenes Hörbuch (2 CDs), WortArt, Köln 2009, ISBN 978-3-8371-0096-9
- Der jüdische Patient. Kiepenheuer & Witsch, Köln 2014, ISBN 978-3-462-04704-2
- Gegen Judenhass. Suhrkamp Verlag, Berlin 2018, ISBN 978-3-518-46984-2
  - „Es müsste Duckmäuser-Comedy heißen.“ Gespräch mit Polak über das Buch, konkret, 12, 2018, S. 3.
- L’amour numérique – Und täglich grüßt die Liebesgier. Suhrkamp Verlag, Berlin 2022, ISBN 978-3-518-47278-1

## Stand Up Programme
- 2010: Jud Süß Sauer – die Show (CD)
- 2012: Oliver Polak – Ich darf das, ich bin Jude  (DVD)
- 2014: Oliver Polak – Krankes Schwein Tour
- 2015: Oliver Polak – Super Sad Tour
- 2017: Oliver Polak – Über alles
- 2018: Oliver Polak – Der Endgegner